# Bisbat de Sées
El bisbat de Sées és una jurisdicció eclesiàstica de Normandia centrada a la vila de Sées, al sud-est al modern departament de l'Orne.
La llista dels bisbes de Sées apareix establerta al registre eclesiàstic (pouillé) de l'antiga diòcesi de Séez. La ciutat de Séez va ser grafiada a l'època moderna com a Sées per decisió del Primier Cònsol Napoleó Bonaparte després de la campanya d'Itàlia. En efecte, després de les conquestes efectuades, França es va trobar amb dues ciutats de Séez (un poble de nom Séez existia aleshores al ducat de Savoia, conquerit per l'exèrcit francès) i en conseqüència, la ciutat de Séez a l'Orne va ser rebatejada Sées. No obstant això, els bisbes mai no van seguir aquesta modificació (sortida d'un govern d'origen revolucionari en aquest període de persecució religiosa contra el catolicisme) que no se'ls podia imposar, ja que el concordat que s'havia signat encara, l'Església Catòlica no reconeixia de cap manera la legitimitat del règim política existent llavors a França, el Consolat i així el bisbat va conservar el nom de Diòcesi de Séez amb aquesta ortografia si bé fins i tot la seu episcopal es troba a la ciutat de Sées.
La llista és incerta fins a Assó, restaurador del diòcesi després de la invasió normanda. Moltes dates antigues no són més que aproximades i fins i tot, a conseqüència de la desaparició de tot document purament conjecturals. Allà on hi ha dues dates, la primera indica el començament de l'episcopat, el segon la de la defunció, de la dimissió o del trasllat a una altra seu: 

## Llista dels bisbes de Sées
- Sant Latuí, apòstol de Séez, llegendari, segle V[2]
- Sant Sigisbold, vers 460
- Sant Landry, vers 460
- Nil o Hil (Hillus), segle V
- Hubert de Sées, vers 500
- Litard, Lithardus, Litharedus o Lotharius, 511 (I Concili d'Orleans)
- Passiu (Citat als concilis d'Orléans de 533, 538, 541 i 549) 533 - 549
- Leudobald (Citat al concili de Tours de 567 i al concili de París de 573) 567- 573
- Marcel (Citat al concili de París de 614) 614
- Amlacari (Citat al concili de Chalon de 647/53) 647/ 653
- Sant Reverià 670 - 682, (Informació dubtosa)
- Sant Annobert o Alnobert, citat al Concili de Rouen de 692, mort el 706
- Rodobert o Chrodobert, 706, també comte d'Hiémois
- Hug I de Sées, segle viii
- Sant Ravenger ??? - 750
- Sant Lloguer o Lotari, vers el 750
- Sant Chrodegang o Godegrand, ??? - 770
- Sant Gerard, 765 - 805
- Reginald de Sées, vers 811
- Ingelnom, vers 833
- Saxobold, 840 - 852
- Sant Adelí, Adalhelm (Adalhelmus), vers 879 - 916, fou fet esclau pels vikings
- Robert I de Sées, segle X
- Benèvol o Benet de Sées, segle X
- Assó el Venerable, vers 986- 1006
- Ricard I de Sées
- Sigefroi, vers 1010 - 1026
- Radbod, vers 1025 - vers 1032
- Yves de Bellême, vers 1032 - 1070
- Robert II de Ryes, vers 1070-vers 1081
- Gerard I, 1082 - 1091
- Serlon d'Orgères, 1091 - 1123, abans abat de Saint-Évroult
- Joan I de Neuville, 1124-1143
- Gerard II, 1144 - 1157
- Froger, 1157 - 1184
- Lisiard, 1184 - 1201
- Silvestre, 1202 - 1220
- Gervasi I de Chichester, igualment abat-general dels Premonstratencs,[3] 1220 - 1228
- Hug II, 1228 - 1240
- Jofré de Mayet, 1240 - 1258
- Tomàs d'Aunou, 1258 - 1278
- Joan II de Bernières, 1278 - 1292
- Felip el Pastisser, 1294 - 1315
- Ricard II de Sentilly, 1315 - 1320
- Guillaume I Mauger, 1320 - 1356
- Gervasi II de Belleau, 1356 - 1363
- Guillem II de Rancé, 1363 - 1378
- Gregori Langlois, 1378 - 1404
- Pere Beaublé, 1404 - 1408
- Joan III, 1408 - 1422
- Robert III de Rouvres, 1422 - 1433
- Joan IV Chevalier, 1434 - 1438
- Joan V de Pérusse d'Escars, 1438 - 1454
- Robert IV de Cornegrue, 1454 - 1478
- Esteve Goupillon, 1478 - 1493
- Gil de Laval, 1493 - 1502
- Claudi d'Husson, 1503 - 1510
- Jaume de Silly, 1511 - 1539
- Nicolau de Dangu, 1539 - 1545
- Pere Duval, 1545 - 1564
- Lluís del Moulinet, 1564 - 1601
- Claudi de Morenne, 1601 - 1606
- Joan Bertaut, abat d'Aunay, 1606 - 1611
- Jaume Suares, 1611 - 1614
- Jaume Camus de Pontcarré, 1614 - 1650
- Francesc Rouxel de Médavy, 1650 - 1670
- Joan Forcoal, 1670 - 1682
- Mathurin Savary, 1690 - 1698
- Lluís d'Aquin, 1698 - 1710
- Dominic Bernabé Turgot de Saint Clair (1667-1727), 1710 - 1727
- Jaume Lallement, 1728 - 1740
- Lluís-Francesc Néel de Christot, 1740 - 1775
- Joan-Baptista du Plessis d'Argentré (nascut el 1720), 1775 - 1801

## Bisbes després del Concordat
El 15 d'agost de 1801 es va promulgar el règim concordatari. La diòcesi fou remodelada, corresponent en endavant al departament de l'Orne.
- Hilarion-François de Chevigné de Boischollet (1746-1812), 1802 - 1812
- Guillaume André René Baston (1741-1825), 1813 - 1815
- François Gabriel de Cheux du Repas (1755-1816), nomenat el 1816 (anteriorment vicari general de Coutances, va morir accidentalment abans d'entrar en funcions).
- Alexis Saussol, 1817 - 1836
- Mellon de Jolly, 1836 - 1844
- Charles-Frédéric Rousselet, 1844 - 1881
- François-Marie Trégaro, 1881 - 1897[4]
- Claude Bardel, 1897 - 1926
- Octave Pasquet, 1926 - 1961
- André Pioger, 1961 - 1971
- Henri Derouet, 1971 - 1985
- Yves-Marie Dubigeon, 1986 - 2002 (+ Nantes, 24 de juny de 2007)
- Jean-Claude Boulanger, 2002 - 2010
- Jacques Habert, 2010 -